# Nová Ves nad Nisou (železniční zastávka)
Nová Ves nad Nisou je železniční zastávka a nákladiště v Česku, v Libereckém kraji na východní části statutárního města Jablonec nad Nisou. Leží na Liberec–Harrachov v km 15,047 a v nadmořské výšce 530 m n. m. Zastávka je zařazena do integrovaného dopravního systému IDOL. Leží při ulici Novoveská a jako návaznou dopravu má autobusovou zastávku Jablonec nad Nisou, železniční zastávka Nová Ves.

## Historie
Zastávka byla otevřena 12. července 1894 vlastníkem SNDVB. Měla i vlastní pokladnu na prodej jízdenek, která je již uzavřena a snesena. Za druhé světové války (1938-1945) nesla německý název Neudorf (Neisse) a po válce až do současnosti se užívá český název Nová Ves nad Nisou. Ostatní koleje byly sneseny. Od roku 2015 je na zastávce instalovaný informační systém INISS, který je dálkově řízený ze stanice Liberec.

### Bourání nádražní budovy
Po 124 letech od postavení nádražní budovy se SŽDC rozhodla budovu zbourat. S demolicí začala v březnu 2018 a jako důvod bylo to, že budova byla léta nevyužívaná a nepodařilo se ji pronajmout. Demolice, kterou provedla společnost Chládek a Tintěra Pardubice, stála 911 tisíc korun. Budova měla kdysi svého náčelníka, výhybkáře i výpravčí. Od roku 2006 budova začala chátrat. Obec o budovu zájem neměla, vznikal u ní nepořádek, shromažďovali se v ní bezdomovci, a proto obec požádala SŽDC o rychlé řešení.

## Popis
Zastávka leží mezi zastávkami Jablonecké Paseky a Jablonec nad Nisou zastávka. Nástupiště měří 81 metrů a je osvíceno několika nízkými perónovými lampami. Zastávka má jednu dopravní kolej a jednu manipulační kusou a slouží zároveň i jako nákladiště.

### Lepší přístupnost zastávky
Na přelomu roku 2019/2020 bylo v plánu zpevnit a rozšířit přístupové cesty k železniční zastávce z ulice Novoveská, která byla v tu chvíli prošlapaná a neudržovaná. Zlepšila by se i dostupnost tělsně postiženým lidem. Ovšem se tato stavba nerealizovala.

## Provozní informace
V zastávce není prodej jízdenek, odbavení cestujících se provádí ve vlaku. Přístup do přístřešku chránícího cestující před povětrnostními vlivy je bezbariérově přístupný, tak stejně jako přístup na všechna nástupiště v normové výšce 550 mm nad TK (temeno kolejnice) dle ČSN 73 4959. Nástupiště je vybaveno pro zrakově postižené (vodící linie s funkcí varovného pásu). Zastávku využije průměrně 45 lidí za den.[zdroj?]
Staví zde většina osobních vlaků na trase linky L1 Liberec – Tanvald – Harrachov – Szklarska Poręba Górna. Zastávka je na znamení.